# Liaquatabad (Pendjab)
Liaquatabad (en ourdou : لِياقت آباد) ou anciennement Piplan (پِپلاں) est une ville pakistanaise située dans le district de Mianwali, dans le nord de la province du Pendjab. C'est la quatrième plus grande ville du district.
La population de la ville a relativement peu augmenté entre 1972 et 2017 selon les recensements officiels, passant de 24 014 habitants à 31 446. Entre 1998 et 2017, la croissance annuelle moyenne s'affiche à 1,1 %, bien inférieure à la moyenne nationale de 2,4 %. Selon le recensement de 2023, la population de la ville monte à 35 297 habitants.
|            | 1972 (rec.) | 1981 (rec.) | 1998 (rec.) | 2017 (rec.) | 2023 (rec.) |
| ---------- | ----------- | ----------- | ----------- | ----------- | ----------- |
| Population | 24 014      | 22 570      | 25 524      | 31 446      | 35 297      |